# Can Xacó (Vilablareix)
Can Xacó és una masia de Vilablareix (Gironès) inclosa a l'Inventari del Patrimoni Arquitectònic de Catalunya.

## Descripció
És una masia catalana de tipus basilical. Distribució típica. Amb el pas dels anys se li han afegit dependències degut a les necessitats de cada moment, seguint el pendent del teulat i la direcció lateral de la masia. Construcció de murs de pedra i morter de calç, amb carreus. A destacar la composició de la porta de pedra, amb pedres grans i llinda horitzontal amb reminiscències medievals. Finestres superiors de pedra, dos d'elles amb ampits decorats.